# Turcja na Zimowych Igrzyskach Olimpijskich 2010

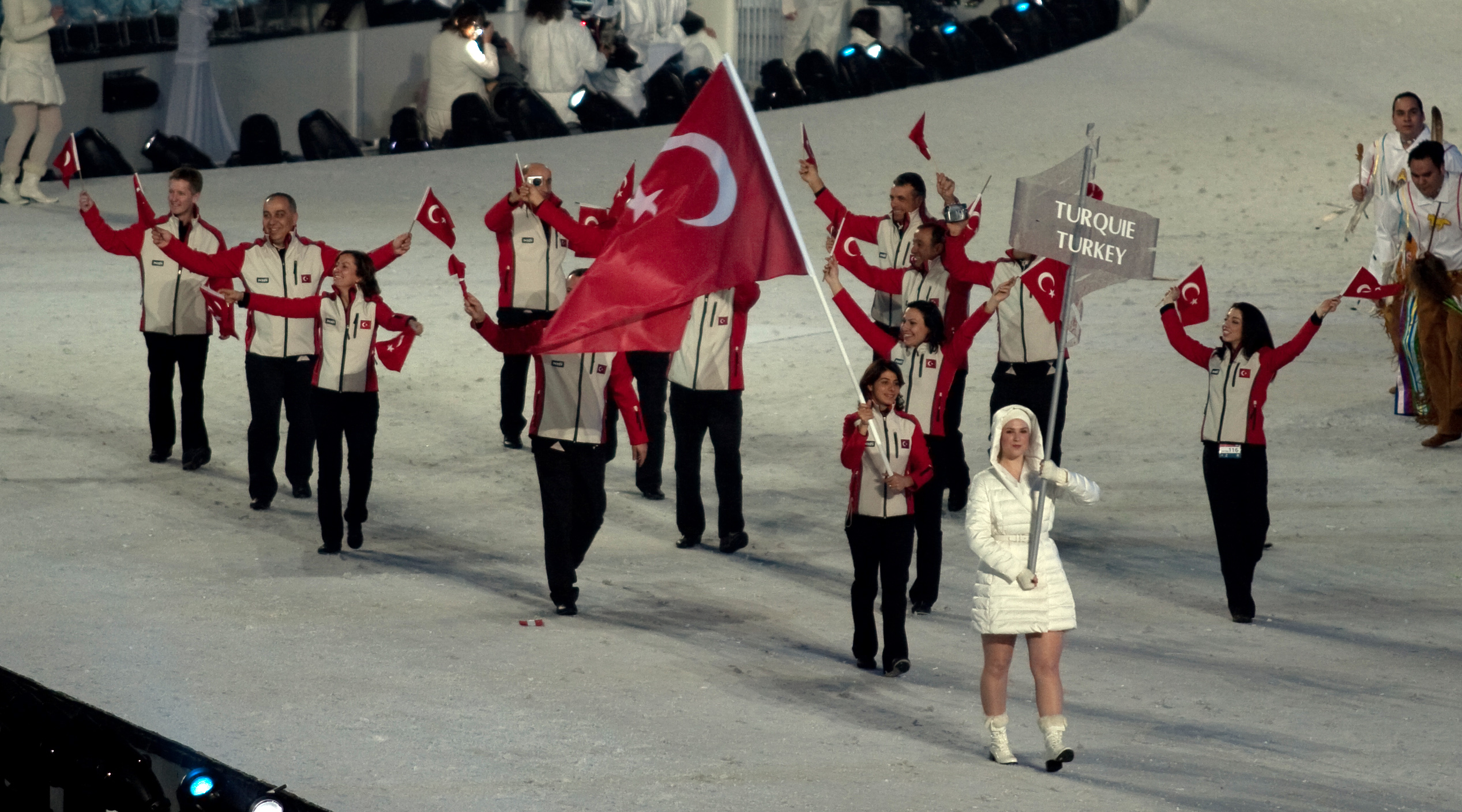
Reprezentacja Turcji podczas ceremonii otwarcia igrzysk olimpijskich w Vancouver

Turcja na Zimowych Igrzyskach Olimpijskich 2010 – występ kadry sportowców reprezentujących Turcję na igrzyskach olimpijskich w Vancouver w 2010 roku.
W kadrze znalazło się pięcioro zawodników – trzy kobiety i dwóch mężczyzn. Reprezentanci Turcji wystąpili w dziewięciu konkurencjach w trzech dyscyplinach sportowych – biegach narciarskich, narciarstwie alpejskim i łyżwiarstwie figurowym.
Funkcję chorążego reprezentacji Turcji podczas ceremonii otwarcia igrzysk w Vancouver pełniła biegaczka narciarska Kelime Çetinkaya, a podczas ceremonii zamknięcia turecką flagę niosła łyżwiarka figurowa Tuğba Karademir. Reprezentacja Turcji weszła na stadion olimpijski jako 78. w kolejności – pomiędzy ekipami z Tadżykistanu i Ukrainy.
Był to 15. start reprezentacji Turcji na zimowych igrzyskach olimpijskich i 37. start olimpijski, wliczając w to letnie występy.

## Skład reprezentacji

### Biegi narciarskie
| Konkurencja                                                             | Zawodnik          | Kwalifikacje | Kwalifikacje | Ćwierćfinały | Ćwierćfinały | Półfinały | Półfinały | Finały  | Finały  | Finały  |
| Konkurencja                                                             | Zawodnik          | Czas         | Miejsce      | Czas         | Miejsce      | Czas      | Miejsce   | Czas    | Strata  | Miejsce |
| ----------------------------------------------------------------------- | ----------------- | ------------ | ------------ | ------------ | ------------ | --------- | --------- | ------- | ------- | ------- |
| Sprint kobiet 1,5 km techniką klasyczną                                 | Kelime Çetinkaya  | 4:22,32      | 53. nq       | NQ           | NQ           | NQ        | NQ        | NQ      | NQ      | 53.     |
| Bieg indywidualny kobiet 10 km techniką dowolną                         | Kelime Çetinkaya  | —            | —            | —            | —            | —         | —         | 30:48,0 | +5:49,6 | 68.     |
| Bieg łączony kobiet 7,5 km techniką klasyczną + 7,5 km techniką dowolną | Kelime Çetinkaya  | —            | —            | —            | —            | —         | —         | 48:46,0 | +8:47,9 | 61.     |
| Bieg indywidualny mężczyzn 15 km techniką dowolną                       | Sabahattin Oğlago | —            | —            | —            | —            | —         | —         | 39:03,0 | +5:26,7 | 77.     |

### Łyżwiarstwo figurowe
| Konkurencja | Zawodniczka     | Program krótki | Program krótki | Program dowolny | Program dowolny | Łącznie | Łącznie |
| Konkurencja | Zawodniczka     | Punkty         | Miejsce        | Punkty          | Miejsce         | Punkty  | Miejsce |
| ----------- | --------------- | -------------- | -------------- | --------------- | --------------- | ------- | ------- |
| Solistki    | Tuğba Karademir | 50,74          | 21. Q          | 78,80           | 24.             | 129,54  | 24.     |

### Narciarstwo alpejskie
| Konkurencja            | Zawodnik         | Zjazd 1 | Zjazd 1 | Zjazd 2 | Zjazd 2 | Łącznie | Łącznie |
| Konkurencja            | Zawodnik         | Czas    | Miejsce | Czas    | Miejsce | Czas    | Miejsce |
| ---------------------- | ---------------- | ------- | ------- | ------- | ------- | ------- | ------- |
| Slalom kobiet          | Tuğba Daşdemir   | DNF     | DNF     | NQ      | NQ      | DNF     | DNF1    |
| Slalom gigant kobiet   | Tuğba Daşdemir   | 1:28,37 | 63.     | 1:25,10 | 55.     | 2:53,47 | 56.     |
| Slalom mężczyzn        | Erdinç Türksever | DNF     | DNF     | NQ      | NQ      | DNF     | DNF1    |
| Slalom gigant mężczyzn | Erdinç Türksever | DNF     | DNF     | NQ      | NQ      | DNF     | DNF1    |